# 아제르바이잔 인민정부
아제르바이잔 인민정부(아제르바이잔어: آذربایجان میللی حؤکومتی Azərbaycan Milli Hökuməti; 페르시아어: حکومت خودمختار آذربایجان)는 단명한 미승인 분리주의 국가였다. 1945년 11월부터 1946년 12월까지 이란 북부에 존재했다. 인정받지 못한 마하바드 공화국과 마찬가지로 소련의 괴뢰정권이었다. 이란령 아제르바이잔에 설립된 아제르바이잔 인민정부의 수도는 타브리즈였다. 아제르바이잔 민주당이 이끄는 민족 분리주의 공산주의 정부가 이 수도를 이끌었다, 이는 또한 범튀르크주의 담론을 따랐다. 그것의 성립과 소멸은 냉전의 초기 사건인 이란 위기의 일부였다.

## 역사
1941년 6월, 독일이 소련과 체결한 독일-소련 불가침 조약을 일방적으로 파기하고 소련을 침공하면서 예방조치로, 또한 랜드리스 물자를 전달하기 위한 보급로로 사용하기 위한 목적으로 1941년 8월 25일 영국과 소련은 합동으로 이란을 침공하였다. 이 때문에 레자 샤 팔라비는 퇴위되어 모리셔스로 망명하였으며, 그의 아들 모하마드 레자 팔라비 왕세자가 이란의 새 군주가 되었다. 1942년 1월에는 영소이 "삼자 조약"을 통하여 현 군 주둔은 점령의 목적이 아니며, 이란은 연합국의 일원이고 종전 6개월 내에 이란 영토에서 철수하겠다고 합의했다.
전쟁 기간 내내 영미는 이란을 나치 독일과 맞서 싸우는 소련에 군수 물자를 제공하는 중요한 보급로 역할로 이용했다. 3만명에 달하는 미군 비전투 요원과 보급물자가 이란을 거쳐갔으며, 나중에는 "승리의 다리"라는 말이 붙여지기도 했다. 1943년 테헤란 회담에서는 영미소 빅3가 이란의 미래 주권과 영토 보전을 보장해주었으며 전후 재건과 개발을 위한 자금 지원도 약속했다.
이란의 점령은 독일 항복 이후 열린 포츠담 회담에서 전후 끝난다고 말했지만, 소련의 이오시프 스탈린은 앞서 테헤란 회담에서 합의한 처칠의 연합국 철수안에 대해 반대했다. 하지만 소련군은 합의 기한인 3월 2일을 넘겨도 철수하지 않았으며 오히려 군사를 남쪽으로 진격시켰다. 1945년 12월 말 군대와 비밀경찰을 동원하여 이란 영토 내에 친소 "인민공화국"인 자파르 피셰바리의 아제르바이잔 인민정부와 카지 무함마드의 마하바드 공화국을 독립시켰다.
1945년 9월, 이란 길란주의 오랜 기간 혁명 운동의 지도자 노릇을 하던 자파르 피셰바리는 아제르바이잔인 민주당(ADP)를 창당한다. 이 당은 이란령 아제르바이잔 사이로 빠르게 세를 넓혔고, 소련군이 이란군을 방해하는 방법으로 지원해주며 현지에서 쿠데타를 시도했다. 1945년 9월 첫 주 아제르바이잔인 민주당은 이란령 아제르바이잔을 완전 장악하고 사회민주주의 개혁을 약속했으며, 이란의 공산당인 투데흐당 지역지부를 전부 해체하겠다고 선포했다.
1945년 9월 말 첫 전당대회에서 아제르바이잔인 민주당은 1945년 11월 말까지 각 주에 남아있는 모든 이란 정부 직책을 장악하고 농민민병대를 세울 것이라고 공인했고 "39개 주의 연합으로 이루어진" 이란령 아제르바이잔이 자치공화국으로 독립할 것이라고 공표했다. 이 단명한 공화국의 초대이자 유일한 총리는 아흐마드 코흐다리였다.
소련은 처음엔 이 자치공화국을 지원하고 이란군을 동원한 이란 정부의 통제 시도를 방해하는 등 여러 방면으로 지원을 하였으나 이 지원은 오래가지 않았다. 소련군이 철수한 이후 1946년 12월 이란군이 이 지역을 장악하여 피셰바리와 그의 내각진들은 소련으로 망명하였다.

## 용해
1946년 6월 13일, 테헤란 중앙 정부와 피셰바리가 이끄는 아제르바이잔 대표단 사이에 협정이 체결되었다. 이 협정에 따라 피셰바리는 APG의 자치권을 포기하고, 각 부처와 총리직을 포기하며, 다시 이란의 일부가 되는 데 동의했다. 의회는 지방의회로 전환될 예정이었는데, 이는 이란 헌법에 인정되고 규정된 제도였다.
1946년 12월 중순, 미국과 영국의 지원을 받는 이란군은는 타브리즈에 재진입하여 1년 만에 아제르바이잔 인민정부를 종결시켰다. 무법의 공백 기간 동안 약 500명의 지지자들이 페르케족의 일부가 살해당했다. 미국 대법원 판사, 윌리엄 O. 더글러스에 따르면, 붉은 군대가 아제르바이잔에 주둔했을 때 최상의 행동을 보였지만 이란군은 점령군처럼 행동하고 지역 주민들을 잔혹하게 학대했다. 농민들의 수염은 불태워졌고, 그들의 아내와 딸은 강간당했다. 집은 약탈당했고 가축은 도난당했다. 육군은 죽음과 파괴의 흔적을 남겼다.
많은 지도자들이 아제르바이잔 소비에트 사회주의 공화국으로 망명했다. 자파르 피셰바리는 1947년 바쿠에서 교통사고로 사망했다. 코르다리 총리는 샤에 의해 수년간 투옥되었지만, 그의 동생 카젬 코르다리의 노력으로 이후 석방되었다.

## 같이 보기
- 마하바드 공화국
- 미르가심 체슈마저
- 마하마드 하타미 탄테킨